# Tragicomi-K
Tragicomi-K es un grupo de rock urbano, surgido en Madrid en el año 2000, de la mano de José Riaza (cantante, compositor y guitarrista) y Miguel Arranz (bajista, guitarrista y teclista). El grupo se concretó en Guadalajara (México), al incorporarse Ray Hernández en la batería y Pavel Azorín en la guitarra solista.
Han compartido escenario con artistas de talla internacional como Moby, Raimundo Amador, Underwond, Marky Ramone, Zoé, Café Tacvba, Sin Bandera, Jesse y Joy, Reik y Playa Limbo. También han realizado giras y actuado en eventos como la Gira Bimbo Stars, Teletón, Espacio, Expo Rock Show, 40 Principales y el Festival Xtremo.

## Historia

### Inicios en Madrid (2000-2003)
Originalmente Tragicomi-K nace en Madrid en el año 2000 con el nombre de "Oscura": José Riaza al bajo y voz, Jorge Fraguas (hoy bajista de Ciconia) en la batería y Miguel Arranz en la guitarra solista pero al crear el lado acústico de la banda, Jorge abandona la formación y nace "Luminosa", después Miguel y José cambiarían el nombre a "Tragicómica". José Riaza cambiaría el bajo por la guitarra acústica y Miguel Arranz continuaría en la guitarra eléctrica en esta primera época. En el último periodo de la banda (2010-2013) Miguel entraría de nuevo a Tragicomi-K como bajista y teclista. Después de una época de mucha actividad en escenarios españoles se incorpora en las percusiones Pepe Perver.
Durante la primera etapa de existencia de la banda hacen dos maquetas: “El amor es fascista”(2000) y “A las afueras de lo convencional” (2002) con un nuevo integrante Javier Busto en la guitarra y en la producción.
En el 2002 José Riaza aparece como invitado en el segundo álbum del grupo mexicano X-Kantina "Del Tequila al Kalimotxo" (Hilargi Records, 2003) cantando a dúo uno de los temas del disco con Alejandro Aquino. A raíz de esta colaboración el destino del grupo cambia su rumbo y José Riaza viaja a México a continuar el proyecto de Tragicomi-K.

### Primeros años en México (2003-2007)
Llegando graba su primera maqueta en formato en vivo, llamada “En este pinche país”(2003) . Es en esta grabación donde José Riaza decide modificar el nombre de "Tragicomica" a Tragicomi-K. Al poco tiempo de llegar es arropado por Ramiro Ramírez, dueño de los estudios Megatracks  (Radaid, Paco Renteria), estudio donde producen el EP "Tributos de turismo y diplomacia"  y comienzan la grabación de su primer álbum “Tributos de amor y saña” .
En 2005 lanzan para el público infantil la canción ”Niño siempre niño” (Don Quijote en su delirio) una invitación a leer la famosa obra de Cervantes, iniciativa del Museo Trompo Mágico en este presente aniversario. Este trabajo les dio la oportunidad de coincidir con la ganadora de Grammy latino Jaramar Soto e interpretar el tema a dúo.
Su primer disco formal “Tributos de amor & saña” sale en 2006, un álbum de rock de autor. En este disco podemos encontrar el tema "A Tele", una canción homenaje póstumo a Juan José Palacios "Tele", batería del mítico grupo de rock progresivo Triana (banda).
Paralelamente editan el disco “A Soplar”, álbum benéfico a beneficio de los más afectados por los huracanes, especialmente Chiapas, que une a músicos tapatíos como Playa Limbo, Telefunka, Paco Padilla, Plastiko, Disidente, Paco Rentería y Rostros Ocultos, entre otros. El disco fue ilustrado por Trino Camacho. El disco incluye temas de cada banda y una canción inédita de Tragicomi-K titulada "A soplar" que une a los artistas tapatíos a tocar y cantar juntos.

### La ley de la naturaleza, Televisa y Greenpeace (2007-2009)
En 2007 participan en la musicalización de la obra de teatro-danza La ley de la naturaleza, basada en un tema homónimo de José Riaza y coproducida por Cultura Udg. La obra fue dirigida por Amanda Morales. En este disco Tragicomi-K participa con una adaptación libre del clásico What a wonderful world rebautizada como "Mundo de amor".
Ese mismo año Tragicomi-K gana el concurso “La rola de tu visión tapatía” XEWO-TV con su canción “Guadalajara” esto les convierte en la imagen de Televisa Guadalajara. Televisa, como premio del concurso, les financia la grabación de "La apatía tapatía y cien gramos de ironía", un disco producido por Alejandro Segovia y un videoclip de la canción "Guadalajara" que emiten continuamente en el canal. Esto da un gran auge a su carrera y comienzan a participar en festivales nacionales como Espacio y Xtremo. Dicha canción fue también usada en el debut del programa "Turismo" del canal MTV.
En el año 2008 estrenan, apoyados por el Imdec y Greenpeace, su nuevo Ep “El puente de Juanacatlán”, para concientizar acerca del problema de la contaminación de las aguas en México, concretamente en el Río Grande de Santiago. Este disco les llevó a su Gira Mutante recorriendo gran parte del país.

### Aniversario & La Furia Roja (2010)
En 2010 cumplen 10 años de existencia y lo celebran con dos discos: “10 Años de Tragedia (Gracias por la Comedia)”, que incluye "Mary Jane" y varias canciones en vivo, y “Pedaceras”, un disco virtual y gratuito con colaboraciones, rarezas y b-sides.
Ese mismo año José Riaza se estrena con proyecto en solitario con un disco en vivo titulado “El folk es el hogar”, un concepto acústico de sonidos folk rock y country. En dicho proyecto José Riaza se hace acompañar de sus compañeros de Tragicomi-K pero bajo el seudónimo de “La furia roja”: Miguel Arranz en el bajo y melodión, Pavel Azorín en la guitarra y Ulises Sanher con quien formaría Los Acá en esa misma época. El disco incluye 18 canciones inéditas y "Decidir", una versión del grupo de rock Disidente.

### España & El club de los corazones rotos (2011-2012)
En 2011 estrenan “El club de los corazones rotos”, en él cuentan con colaboraciones de Alan Boguslavsky (Ex-Héroes del Silencio) y Jorge Corrales y Ángel Baillo de Playa Limbo. Este disco les llevó a la gira más larga de su carrera Gira "Rock sin bluff" 2011-2012.
Ese mismo año Tragicomi-K son incluidos en dos compilados, el primero es un homenaje en vivo al blusero tapatío Genaro Palacios donde figuran bandas como Troker y Chester Blues Band. El segundo compilado es a favor de los damnificados del terremoto acaecido en Lorca (Murcia, España), iniciativa del poeta murciano Francisco Rodríguez Serna y titulada “Rock por Lorca”, en dicho disco incluyen dos temas y figuran artistas como Copi Corellano (ex-teclista de Enrique Bunbury), Los Madison y Nacho Vegas.
Gracias al escritor y mánager español Francisco Rodríguez Serna, Tragicomi-K regresa a España. En verano del 2011 realizan su primera gira en 8 años dando 20 conciertos en 40 días logrando así ser disco de la semana en el programa de Pilar Tabares en Radio Nacional de España. En esta gira el grupo tuvo como guitarrista invitado a Alan Boguslavsky, con el que José Riaza también realizó una gira paralela titulada “Palmadita al corazón”, cantando su repertorio en común en formato acústico.
Su gira Rock sin bluff 2011-12, abrían sus conciertos con la máscara de Guy Fawkes haciendo homenaje a la rebeldía del personaje del cómic y del film V de Venganza. Irónicamente, de fondo hacían sonar la canción Amazing Grace.
Tragicomi-K finalizan la gira con más de 140 conciertos, alcanzando la posición número ocho en el chart de las bandas más trabajadoras de México, rockmx.com.mx/chart/).
Ese mismo fin de año, editan su primer álbum en vivo “Tragicomi-K en Iberi-K”, un disco grabado en la Sala Live de Carabanchel, Madrid, que resume los shows de su gira española "Rock sin bluff".

### Antihéroes, el principio del fin (2012-2013)
En 2012 Tragicomi-K comienza la grabación de un nuevo álbum, dicho disco llevaría por título “Antihéroes” y jamás salió al mercado.
Un año después el tema “Lo que ves” de Tragicomi-K es seleccionado como parte de la banda sonora del film mexicano “2xUno”, película de Bernardo De Urquidi producida por Sergio Vera y Carlos Dávila.

## Discografía oficial

### Discos LP
- Tributos de amor & saña (2006, LP)
- La apatía tapatía y cien gramos de ironía (2007, LP)
- El club de los corazones rotos (2011, LP)
- En Iberi-K (2012, LP en vivo)

### Discos EP
- Tributos de turismo & diplomacia (2003, EP)
- Tributos de amor & saña – Los preliminares (2004, EP)
- El puente de Juanacatlán (2008, EP)

### Maquetas
- El amor es fascista (2000, Demo)
- A las afueras de lo convencional (2002, Demo)
- En este pinche país (2003, Demo en vivo)

### Recopilatorios y rarezas
- Ven a la vía (2008, Compilado)
- Pedaceras: Rarezas, Colaboraciones & B-Sides (2010, Compilado)
- 10 años de tragedia, gracias por la comedia (2010, Compilado)
- El folk es el hogar, José Riaza & La Furia Roja (2010, LP en vivo)

### Compilados con otros artistas
- A soplar, varios artistas (2006, Compilado)
- Homenaje a Genaro Palacios, varios artistas (2011, LP en vivo)
- Rock por Lorca, varios artistas (2011, Compilado)

### Bandas sonoras
- Mundo de amor (Adaptación libre de What a wonderful world), La ley de la naturaleza (2007, Soundtrack)
- Lo que ves, Tragicomi-K, Película 2xUno (2013, Soundtrack)

### Videoclips
- No Money (2004) (Dir.: Adrián Araujo)
- A soplar (2006) (Dir.: Adrián Araujo)
- Guadalajara (2007) (Dir.: Televisa Guadalajara)
- El puente de Juanacatlán (2008) (Dir.: Jorge Riggen)
- Mary Jane (2010) (Dir.: Paco Arellano y Fernando Quiroga)
- Mary Jane (2011) (Dir.: P. Arellano y F. Quiroga/ Edición: Miguel Arranz)

### Colaboraciones
- Relativo a lo carnal, con Paloma Cumplido, Tributos de turismo & diplomacia (2003, EP)
- Niño siempre niño, con Jaramar Soto, Tributos de amor y saña (2005, LP) & Pedaceras (2010, Compilado)
- A Soplar, con María León ex-Playa Limbo, Alejandro Mendoza de Disidente, Sara Valenzuela ex-La dosis, Giancarlo Fragoso de Telefunka, Emmax Macías y Víctor Aguilar de Radaid, Plastiko, Alfredo Sánchez de El personal y Cala de Villa de Rostros Ocultos (2006, LP)
- Luciana, con Jorge Corrales y Ángel Baillo de Playa Limbo (2007, LP)
- Luciana (V.2), con Alan Boguslavsky, Jorge Corrales y Ángel Baillo de Playa Limbo (2011, LP)
- Televicio, con Eskouters (2019, LP)